# Barbara Carrera
Barbara Carrera (født Barbara Kingsbury  d. 31. december 1945) er en nicaraguansk-amerikansk film- og TV-skuespiller og tidligere model. Hun er kendt for sine roller som SPECTRE-lejemorder Fatima Blush i Never Say Never Again, som Natalia Rambova i Condorman, og som Angelica Nero i tv-serien Dallas.

## De tidlige år
Barbara Kingsbury blev født i San Carlos, Río San Juan, Nicaragua. Nogle kilder siger 1947 eller 1951, men de fleste er enige om 1945. Selv om hun selv foretrækker at sige 1953, fastholder offentlige registre 1945.  Hendes mor, Florencia Carrera, var nicaraguaner af europæisk og indfødt oprindelse, og hendes far, Louis Kingsbury, var amerikansk ansat ved USA's ambassade i Nicaragua. Hendes forældre blev skilt, da hun var syv år. Hun har mindst én ældre halv-søster, Maisie Kingsbury.
En tid efter at hun var fyldt ti år, flyttede hun til USA for at bo hos sin far, som satte hende i skole i Memphis. Da hun var femten flyttede hun til New York.

## Karriere
Kingsbury begyndte en karriere som model hos Eileen Ford agentur, i en alder af 17, på det tidspunkt ændrede hun sit efternavn til sin mors pigenavn, Carrera. I 1972 dukkede hun op i en reklame for Chiquita bananer. Hendes første filmrolle var som en mode-model i "Puzzle of a Downfall Child (1970)", filmen gjorde sig dårligt på Box Office. I 1976 blev hun for første gang "Golden Globe" nomineret til "Årets nye stjerne - Skuespiller" for sin rolle i Master Gunfighter. . Hun har senere spillet med i film som The Island of Dr. Moreau, Lone Wolf McQuade, Condorman, Point of Impact, Tryst  og Embryo. Hun modtog en Gloden Globe for sin rolle som Femme Fatale Fatima Blush i James Bond - filmen Never Say Never Again.  Hun blev nomineret til en Golden Globe  i 1984 for "Best Performance by an Actress in a Supporting Role in a Motion Picture". Hun spillede overfor Laurence Olivier i Vilde Gæs II det følgende år.
På tv spillede hun en rolle i Dallas som Angelica Nero, og en mere fremtrædende plads i den historiske miniserie Centennial i 1978 og i Masada (overfor Peter O'Toole og Peter Strauss) i 1981. Disse roller bragte hende i det  amerikanske publikums søgelys. Hun har også medvirket som Emma Forsayth i miniserien, Emma: Queen of the South Seas i 1988.
Carrera har optrådt på forsiderne af magasiner som Vogue, Paris Match, Harper ' s Bazaar, og to gange i Playboy (juli 1977, Marts 1982).
I 1997 blev hun udnævnt til områdeambassadør for Nicaragua af daværende præsident Arnoldo Alemán.
Hun er også billedkunstner, og hendes arbejder har været udstillet i Makk Gallerier i Beverly Hills, Californien siden 1980'erne, og Roy Miles Gallery i London, England. I maj 2002 blev hendes værker udstillet i Hollywood Entertainment Museum, og de er typisk blevet solgt for op til 8.000 USD.
Carrera har ikke optrådt i film eller på tv siden 2004.

## Privatliv
Carrera har været gift og skilt tre gange, og hendes ægtefæller skal være:
- Otto Kurt Freiherr von Hoffman, en tysk adelsmand. De blev gift i New York i 1966 (religiøst i 1969) og blev skilt i 1972 (religiøst i 1983).
- Uva Harden (født 1941), en tysk modemodel og skuespiller.[12] Parret blev gift i 1972 og skilt i juli 1976.[13]
- Nicholas Mark Mavroleon, en græsk skibsreder,[14] i et par år. Han er yngre end Carrera, og den yngste og eneste overlevende søn af Manuel Basil Mavroleon (aka "Bluey") med hans anden hustru, Gioconda de Gallardo y Castro.[15] De blev gift den 16. marts 1983, i Clark County, Californien, og senere skilt.[16]

Efter sit tredje ægteskab havde Carrera et forhold til Henry Percy, 11. Hertug af Northumberland og, senere, med Cameron Docherty, en skotsk-født forfatter og journalist.
Hun har ingen børn.

## Filmografi
Tekst mangler, hjælp os med at skrive teksten